# قلعة ذات الحاج
قلعة ذات الحاج الأثرية (أو قلعة ذات حاج أو قلعة حاج) هي قلعة تاريخية تقع في قرية ذات الحاج بمركز حالة عمار في منطقة تبوك شمال غربي المملكة العربية السعودية. تعد القرية والقلعة الواقعة فيها أحد منازل طريق الحج الشامي.

## نظرة عامة
تعدّ ذات حاج من أشهر المعالم التاريخية في منطقة تبوك، وهي قرية تقع شمال المنطقة على مسافة 85 كم على مقربة من الحدود السعودية - الأردنية في حالة عمار. كانت القرية عامرة في العصور السابقة، حيث تمر بها قوافل الحجاج للاستراحة والتزود بالمياه، وزادت أهميتها بوصول سكة حديد الحجاز لها في أوائل القرن الميلادي العشرين، وبذلك أصبحت من محطات سكة حديد الحجاز الهامة، كما حدثت حولها عدد من المعارك بين البادية والأتراك. ويوجد بالقرب منها أجزاء من القطار المدمر الذي استخدم في ذلك الوقت قرب جبل الشعثاء الذي يطل على حالة عمار.
أكَّد عدد من المؤرخين أنّ تسمية ذات حاج بهذا الاسم ترجع إلى نوع من النباتات الذي ينمو فيها، وهذا ما أيَّده الشيخ حمد الجاسر في كتابه في شمال جزيرة العرب، حيث إنّ الحيج هو نبات العاقول كما يعرف، وزادت أهمية القرية بعد توحيد المملكة العربية السعودية، إذ أنشئت بها إدارة الجمارك وحرس الحدود، حيث يجري فيها ترسية البضائع القادمة على قوافل الإبل، ولكن بعد استخدام السيارات كان من الصعب الوصول إلى القرية بسبب الرمال، وتم نقل أجهزة الدولة إلى الجنوب منها في مركز بئر بن هرماس ثم إلى حالة عمار.

### موقع القلعة
تقع القلعة بين حالة عمار وتبوك٬ ويعود تاريخ إنشائها إلى عهد السلطان العثماني سليمان القانوني٬ وتجاورها بركة كانت تملأ من عين ماء داخل القلعة. وموقع حاج منزل مهم على طريق الحج الشامي٬ وقد ورد ذكره في مصادر من العصر الأموي.

### بناء القلعة
- تتألف من مبنى مستطيل الشكل، ويوجد في الجدار الغربي منها مدخل القلعة الذي ينتهي إلى فناء القلعة.
- توجد خمس غرف في الجدار الجنوبي من القلعة
- في الداخل تشتمل القلعة على بركة ماء متصلة بالبركتين الخارجيتين
- قام الأمير بندر بن محمد بن عبد الرحمن آل سعود بإشراف وكالة الآثار والمتاحف بالعمل على ترميم القلعة لتصبح معلماً حضارياً في المنطقة.[3]

## وصلات خارجية
- قلعة «ذات حاج».. تاريخ حافل في خدمة قوافل الحجاج.
- صورة قلعة ذات حاج.